# Chamaco (ganadería)
La ganadería de Chamaco (antes denominada Carmen Borrero) es una ganadería brava española, proveniente de la de D. Rafael Lamamié de Clairac. Durante el siglo xx y debido a los sucesivos cambios de dueños, estuvo formada con reses de los encastes de Gamero Cívico y Atanasio Fernández, hasta que se le añadieron reses de Jandilla y la ganadería quedó formada definitivamente con reses de Domecq. Los toros y vacas pastan actualmente en la finca onubense de “Garruchena”, situada en el término municipal de Hinojos; está inscrita en la Unión de Criadores de Toros de Lidia.

## Historia de la ganadería
En el año 1941 fallece D. Rafael Lamamié de Clairac, y nueve años después se produce una repartición definitiva de su ganadería. La parte que fue para su hijo Leopoldo Lamamié de Clairac y Blanco fue vendida por éste ese mismo año al marqués de la Deleitosa, que la anuncia con el nombre de su esposa. El marqués le añade después un lote de vacas y dos sementales provenientes de la ganadería de Juan Cobaleda, y en el 1956 se la vende al torero Emilio Ortuño “Jumillano”. A mediados y finales de los años 60 la ganadería sufre otras dos ventas, anunciándose tras la última como ganadería de Los Remedios, y manteniéndose en propiedad de la Sociedad Anónima Tambo (que la adquirió en el año 69) hasta finales de los 70. La sociedad se la vendió en 1977 a José Delcán Díaz, que le cambió nuevamente el nombre y la anunció como San Patricio; también elimina todo el ganado de Gamero Cívico en la línea de Clairac, y la forma con ganado de Atanasio Fernández. El año siguiente de 1978, el torero onubense Antonio Borrero “Chamaco” compra la ganadería y la anuncia a nombre de su esposa Carmen Borrero; a partir de 1995 cambia de rumbo, elimina las reses “atanasias” y forma la ganadería con vacas y sementales de Jandilla. En 2009 fallece el diestro Chamaco, y la ganadería pasa a su hijo Juan Borrero Borrero, que desde 2014 pasa a lidiar como CHAMACO.

### Toros célebres
- Solotario: toro negro bragado de capa, herrado con el n.º 129 y de 530 kg de peso. Lidiado en la Plaza de toros de Albacete por el diestro Sergio Martínez el 6 de septiembre de 2009, fue el primer toro que lidió la ganadería en una plaza de capital de provincia de segunda categoría.[9]

## Características
La ganadería está conformada con reses de Encaste Juan Pedro Domecq procedentes de Jandilla. Atienden en sus características zootécnicas a las que recoge como propias de este encaste el Ministerio del Interior:
- Toros elipométricos y eumétricos, más bien brevilíneos con perfiles rectos o subconvexos, con una línea dorso-lumbar recta o ligeramente ensillada; y la grupa, con frecuencia, angulosa y poco desarrollada y las extremidades cortas, sobre todo las manos, de radios óseos finos.
- Bajos de agujas, finos de piel y de proporciones armónicas, bien encornados, con desarrollo medio, y astifinos, pudiendo presentar encornaduras en gancho. El cuello es largo y descolgado, el morrillo bien desarrollado y la papada tiene un grado de desarrollo discreto.[11][12]
- Sus pintas son negras, coloradas, castañas, tostadas y, ocasionalmente, jaboneras y ensabanadas, estas últimas por influencia de la casta Vazqueña. Entre los accidentales destaca la presencia del listón, chorreado, jirón, salpicado, burraco, gargantillo, ojo de perdiz, bociblanco y albardado, entre otros.